# Murini
Murini – plemię ssaków z podrodziny myszy (Murinae) w obrębie rodziny myszowatych (Muridae).

## Zasięg występowania
Plemię obejmuje gatunki występujące w głównie w Afryce, Azji i Europie. Mysz domowa jest jedynym gatunkiem tego plemienia, który zamieszkuje obie Ameryki i Australię.

## Podział systematyczny
Do plemienia należy jeden występujący współcześnie rodzaj:
- Mus Linnaeus, 1758 – mysz

Opisano również rodzaj wymarły:
- Malpaisomys Hutterer, López Martínez & Michaux, 1988 – lawomysz – jedynym przedstawicielem był Malpaisomys insularis Hutterer, López Martínez & Michaux, 1988 – lawomysz kanaryjska